# Muang Tai Army

Fahne des MTA

Die Muang Tai Army, auch Mong Tai Army geschrieben, ist eine ehemalige Widerstandsbewegung der Shan-Minderheit in Myanmar (Birma). Tai ist einerseits die Selbstbezeichnung der Shan, zum anderen bedeutet es in ihrer Sprache frei, Muang kann mit Land oder Staat übersetzt werden. Die Muang Tai Army galt mit bis zu 20.000 bewaffneten Anhängern als eine der größten Bewegungen, die die Zentralregierung Myanmars bekämpften. Sie wurde häufig mit der Produktion und dem Vertrieb von Drogen in Verbindung gebracht, besonders Opium und Heroin.

## Geschichte
Die Geschichte der Muang Tai Army wurde im Wesentlichen von dem Shan-Chinesen Chang Shi Fu, besser bekannt unter dem Namen Khun Sa, beeinflusst.
Die Muang Tai Army entstand durch einen Zusammenschluss der 1965 von Khun Sa gegründeten Shan United Army und der Tai Revolutionary Army im Jahre 1985. Diese wiederum war aus einem Zusammenschluss der Shan United Revolutionary Army unter Führung von Mo Heing (alias Korn Jerng) mit Teilen der Shan State Army im Jahre 1982 hervorgegangen. Das Hauptquartier der Muang Tai Army befand sich in Ho Mong (Homein) gegenüber der thailändischen Provinz Mae Hong Son.
Am 7. Juli 1995 brach eine Rebellion in der Muang Tai Army aus, und 8000 Kämpfer unter Führung von Oberst Kan Yod und Dae Wain zogen sich in den Ort Hsipaw zurück, wo sie einen neuen Stützpunkt errichteten. Sie nannten sich Shan State National Army. Die Gruppe beabsichtigte, Waffenstillstandsverhandlungen mit der myanmarischen Militärregierung zu führen. Khun Sa behauptete, es sei zu den Problemen gekommen, weil Soldaten nicht unter einem Halbchinesen wie ihm kämpfen wollten. Die Rebellen behaupteten, es gehe Khun Sa nur um das Drogengeschäft, und das Leiden der Zivilbevölkerung im Kampf gegen das myanmarische Militärregime sei ihm egal. Von dieser Rebellion erholte sich die Muang Tai Army nicht mehr.
Im Dezember 1995 ergab sich die Muang Tai Army unter ihrem Führer Khun Sa der myanmarischen Militärregierung. Widersacher Khun Sas behaupten, er habe die Widerstandsbasen gegen eine Amnestie seiner Person eingetauscht.
Am 27. Januar 1996 führte Oberst Yawd Serk eine etwa 300 Mann starke Truppe der Muang Tai Army von Muang Tha, gegenüber von Baan Piang Luang, nach Wiang Haeng in der thailändischen Provinz Chiang Mai. Diese Gruppe gründete am 1. Januar 1998 die Shan State Army-South kurz SSA-S. Sie kämpft bis zum heutigen Tag für größere Autonomie oder Unabhängigkeit des Shan-Staats. 2015 unterzeichnete die SSA-S einen Waffenstillstand mit der Regierung, den sie bis heute (2023) eingehalten hat. Nach dem Waffenstillstand eroberte sie aber Gebiete im nördlichen Shan-Staat. Aus diesen wurde sie 2022 wieder vertrieben. Dabei kam es zu Gefechten mit der Ta’ang National Liberation Army und der Shan State Army-North. Diese beiden Organisationen wurden wiederum von der Regierungsarmee bekämpft. Das frühere Hauptquartier der Muang Tai Army in Ho Mong wurde im Januar 1996 von myanmarischen Truppen besetzt.
Seit Juni 2005 haben sich Mitglieder der Shan State National Army der Shan State Army-South zum gemeinsamen Kampf gegen das Militärregime angeschlossen.

## Drogen
Khun Sa hat des Öfteren behauptet, dass es der Muang Tai Army nicht um das Drogengeschäft gehe. Eigentlich sei er ein Gegner des Opiumanbaus. Die Shan in den Bergen hätten aber keine andere Chancen als ihren gerechten Freiheitskampf mit Opium zu finanzieren. Da sich die Shan vor den myanmarischen Truppen in die Berge zurückziehen mussten, bliebe ihnen gar nichts anderes übrig als Opium anzubauen, weil dort kaum etwas anderes wachse.
Einmal bot Khun Sa die gesamte Opiumernte der US-amerikanischen Regierung zum Kauf an. Die USA gingen auf dieses Angebot nicht ein. Auf Khun Sa wurde ein Kopfgeld in Höhe von 2 Millionen Dollar ausgesetzt.
Ob diese Behauptungen richtig sind, mag bezweifelt werden. Bis zu seinem Tod 2007 lebte Khun Sa als erfolgreicher Geschäftsmann in Yangon. Die myanmarische Militärregierung weigerte sich, Khun Sa an die US-Behörden auszuliefern, die ihn für den Schmuggel von 100 Tonnen Heroin in die USA verantwortlich machen.